# Chrome 500系列显卡
Chrome 500系列顯示卡是威盛旗下子公司S3 Graphics的產品，與Chrome 400系列顯示卡一樣，產品著重顯示卡的影像播放表現。

## 產品技術
Chrome 500 顯示核心採用 65nm 製程，支援64-bit顯示記憶體頻寬，支援微軟的DirectX 10.1以及OpenGL 3.0，是業界首款支援OpenGL 3.0的硬件產品。核心使用可程式化統一渲染架構，接口採用PCI-Express 2.0介面，支援Chromotion HD 2.0影片加速技術和Power Wise節能技術，亦支援AES 128硬件解碼。
Chromotion HD 2.0對應1080p的Blu-ray影碟，支援MPEG-2、H.264、VC-1、WMV-HD和AVS等影像格式的硬件播放加速，並提供畫中畫和雙高清影片播放功能。Power Wise能按情況自動調整時脈以減低功耗，作用與ATI的PowerPlay技術相似。
輸出方面，提供DisplayPort、HDMI、Dual-link DVI等影像輸出介面，並支援HDCP加密。另外，核心集成了音效控制器，支援Dolby 7.1環繞聲道，無須外接音效接線便可提供HDMI連音效輸出。
Chrome 500也強化了通用圖形處理器技術。在圖片處理、影片轉換等工作中，可以大幅度降低CPU的負荷。

## 產品型號
Chrome 530 GT
於2008年11月20日推出。有32個流處理器，核心頻率是625MHz，採用512MB的GDDR2顯示記憶體，頻率是1000MHz。功耗不高於25W。根據S3 Graphics提供的資料，Chrome 530 GT的3DMark06得分較ATIRadeon HD 4350略高，而播放高清影片時的處理器佔用率則低於NVIDIA GeForce 8600。
Chrome 540 GTX
於2009年2月12日推出。與Chrome 530 GT的差別是核心頻率提升到800MHz，以及採用頻率1700MHz的GDDR3顯示記憶體。另外，此卡由Chrome 530 GT的矮身Low Profile Design改回普通的高身設計。

## 另見
- 威盛處理器列表

## 外部連結
- S3 Graphics - Chrome 500 Series（页面存档备份，存于）
- 驱动之家 - S3发布业界首款OpenGL 3.0显卡：Chrome 530 GT（页面存档备份，存于）
- 驱动之家 - S3发布新款显卡Chrome 540 GTX（页面存档备份，存于）